# 日本のブランド牛一覧
日本のブランド牛一覧（にほんのブランドぎゅういちらん）は、日本国内の和牛種、ホルスタイン種、交雑種等のブランド牛一覧である。

## 北海道
和牛種
- はやきた和牛
- 知床牛
- 十勝和牛
- 北勝牛
- みついし牛
- ふらの大地和牛
- ふらの和牛
- かみふらの和牛
- 北海道和牛
- 北見和牛
- びらとり和牛
- 生田原高原和牛
- 白老牛
- 音更町すずらん和牛
- 北海道オホーツクあばしり和牛
- とうや湖和牛
- 流氷牛
- つべつ和牛
- 十勝ナイタイ和牛
- 宗谷黒牛
- 別海和牛

その他種
- 大雪高原牛
- 別海牛

## 青森県
和牛種
- あおもり倉石牛
- あおもり十和田湖和牛
- とわだ短角牛

その他種

## 岩手県
和牛種
- 前沢牛
  - いわて奥州牛
    - 水沢牛
    - 胆沢牛
    - 衣川牛
    - 金ケ崎牛
- いわて牛
- いわて短角和牛
- 江刺牛
- 岩手しわ牛
- 岩手とうわ牛
- いわてきたかみ牛
- いわて南牛

その他種

## 秋田県
和牛種
- 秋田牛
- かづの牛
- 三梨牛
- 秋田由利牛
- 秋田錦牛
- 羽後牛
- 皆瀬牛

その他種

## 宮城県
和牛種
- 仙台牛
- 若柳牛
- 石越牛
- はさま牛
- 三陸金華和牛

その他種

## 山形県
和牛種
- 米沢牛※三大和牛
- 尾花沢牛
- 山形牛
- 最上牛

その他種

## 福島県
和牛種
- 福島牛
- 飯舘牛
- うねめ牛

その他種

## 茨城県
和牛種
- 筑波和牛
- つくば山麓
- 飯村牛
- 常陸牛
- 紫峰牛
- 紬牛
- 花園牛

その他種

## 栃木県
和牛種
- とちぎ和牛
- とちぎ高原和牛
- おやま和牛
- 那須和牛
- かぬま和牛
- さくら和牛
- 大田原牛
- 宇都宮牛

その他種

## 群馬県
和牛種
- 上州和牛

その他種

## 埼玉県
和牛種
- 武州和牛
- 深谷牛
- 所沢牛

その他種

## 千葉県
チバザビーフ
黒毛和牛
- かずさ和牛
- みやざわ和牛
- しあわせ満天牛
- 千葉若潮牛
- 卯の花牛

その他
- みやざわ牛
- しあわせ絆牛
- ナイスビーフ
- 八千代黒牛
- 千葉しあわせ牛
- 八千代ビーフ

- までい牛

## 東京都
和牛種
- 秋川牛
- 東京黒毛和牛

その他種

## 神奈川県
和牛種
- 葉山牛
- 横濱ビーフ
- 市場発横浜牛

その他種（交雑および和牛含む）
やまゆり牛、足柄牛、相州牛、相州和牛、さがみ牛（相模牛）、湘南和牛、ちがさき牛（茅ヶ崎牛）

## 山梨県
和牛種
- 甲州牛
- 甲州産和牛

その他種
- 甲州ワインビーフ

## 長野県
和牛種
- 阿智黒毛和牛
- 北信州美雪和牛
- りんごで育った信州牛
- ダボス牛(和牛間交雑)

その他種

## 新潟県
和牛種
- にいがた和牛（村上牛）
- くびき牛

その他種

## 富山県
和牛種
- とやま和牛
- 氷見牛

その他種

## 石川県
和牛種
- 能登牛

その他種

## 福井県
和牛種
- 若狭牛

その他種

## 静岡県
和牛種
- 遠州夢咲牛
- 特選和牛静岡そだち
- しずおか和牛

その他種
- 伊豆牛
- 食通の静岡牛

## 愛知県
和牛種
- みかわ牛
- 安城和牛
- 鳳来牛
- 知多牛

その他種

## 岐阜県
和牛種
- 飛騨牛

その他種

## 三重県
和牛種
- 松阪牛 ※三大和牛
- みえ黒毛和牛
- 鈴鹿山麓和牛
- 伊賀牛

その他種
- 加茂牛

## 滋賀県
和牛種
- 近江牛

その他種

## 京都府
和牛種
- 京都肉
- 京の肉
- 亀岡牛
- 丹波牛

その他種

## 大阪府
和牛種
- 大阪ウメビーフ
- 能勢黒牛
- なにわ黒牛

その他種

## 奈良県
和牛種
- 大和牛

その他種
- まほろば赤牛[2]

## 和歌山県
和牛種
- 熊野牛

その他種

## 兵庫県
和牛種
- 但馬牛
  - 三田牛
  - 神戸牛
- 丹波篠山牛
- 淡路ビーフ
- 加古川和牛
- 黒田庄和牛
- 湯村温泉但馬ビーフ
- 本場但馬牛（本場経産但馬牛）
- 田村牛

その他種
- 志方牛

## 鳥取県
和牛種
- 鳥取和牛
- 東伯和牛
- 万葉牛

その他種

## 島根県
和牛種
- 潮凪牛
- いずも和牛
- 石見和牛肉
- 島生まれ島育ち隠岐牛

その他種

## 岡山県
和牛種
- つやま和牛

- おかやま和牛肉
- 千屋牛

その他種

## 広島県
和牛種
- 広島牛
- 神石牛

その他種

## 山口県
和牛種
- 高森和牛

その他種
- 見島牛※日本在来牛
- 皇牛※見島牛と黒毛和種の交雑種
- 高森交雑牛

## 香川県
和牛種
- 讃岐牛
- オリーブ牛

その他種

## 徳島県
和牛種
- 阿波牛
- 阿波華牛

その他種

## 愛媛県
和牛種
- 伊予牛　絹の味

その他種

## 高知県
和牛種
- 土佐あかうし

その他種

## 福岡県
和牛種
- 小倉牛
- 金川牛
- 筑穂牛
- 博多和牛

その他種
- むなかた牛
- 赤崎牛
- やきやま高原ビーフ

## 佐賀県
和牛種
- 佐賀牛
- 佐賀産和牛

その他種

## 長崎県
和牛種
- 長崎和牛[3]
  - 平戸牛[3]
  - 雲仙牛[3]
  - 壱岐牛[3]
  - 五島牛[3]

その他種

## 大分県
和牛種
- おおいた豊後牛

その他種

## 熊本県
和牛種
- くまもと黒毛和牛

その他種

## 宮崎県
和牛種
- 宮崎牛 ※三大和牛

その他種

## 鹿児島県
和牛種
- 鹿児島黒牛
- 石原牛

その他種
・ 口之島牛  ※日本在来牛

## 沖縄県
和牛種
- 石垣牛
- おきなわ和牛
- もとぶ牛
- 宮古牛
- 伊江島和牛
- 大福牛(宮古島)
- どなん和牛
- 美崎牛

その他種